# Distenia annulicornis
Distenia annulicornis är en skalbaggsart som beskrevs av Jean François Villiers 1959. Distenia annulicornis ingår i släktet Distenia och familjen långhorningar. Inga underarter finns listade i Catalogue of Life.